# 山中康司 (俳優)
山中 康司（やまなか こうじ、1940年4月1日 - ）は、東京都出身の元俳優。東京俳優生活協同組合に所属していた。

## 人物
身長170cm。体重68kg→70kg→73kg。
1963年、舞台芸術学院本科を経て劇団東演に入団。1968年より東京俳優生活協同組合に所属。
特技は居合道（5段）、杖道（3段）。

## 出演作品

### テレビドラマ

#### NHK
- 大河ドラマ
  - 勝海舟 第26、27話（1974年） - 吉村左京
  - 風と雲と虹と（1976年） - 良兼の郎党
  - 獅子の時代（1980年） - 西郷の側近
  - 峠の群像 第1話（1982年） - 侍
  - 徳川家康（1983年） - 近侍
  - 山河燃ゆ（1984年）
  - 春の波涛（1985年） - 重役
  - 武田信玄（1988年） - 森村清秀
  - 春日局 第11話（1989年） - 伏見城家臣
  - 翔ぶが如く 第2部 第46、47話（1990年） - 熊本隊幹部
  - 太平記（1991年） - 大仏貞直
    - 第9話「宿命の子」
    - 第12話「笠置落城」
    - 第13話「攻防赤坂城」

  - 信長 KING OF ZIPANGU 第14話（1992年）
  - 毛利元就（1997年)
- 少年ドラマシリーズ / 赤い月 第3、4話（1977年）
- 土曜ドラマ
  - 阿修羅のごとく パートII 第3話（1980年）
  - チロルの挽歌（1992年）
  - おごるな上司!（1996年）
- 男子の本懐（1981年）
- 銀河テレビ小説 / 素晴らしき帰郷（1988年）
- 大石内蔵助 冬の決戦（1991年） - 矢頭長助
- 金曜時代劇
  - 腕におぼえあり 第1シリーズ 第5話（1992年）
  - 宝引の辰捕者帳（1995年）
  - 天晴れ夜十郎 第7話（1996年）
- 連続テレビ小説 / ひまわり 第9章（1996年） - 大樹の父
- NHK正月時代劇 上杉鷹山-二百年前の行政改革-（1998年）

#### 日本テレビ
- 子連れ狼 第一部 第12話（1973年）
- 太陽にほえろ!
  - 第181話「壁」（1976年）
  - 第379話「旅の夢」（1979年）
  - 第388話「ゴリラ」（1980年）
  - 第408話「スコッチ誘拐」（1980年）
  - 第439話「ボスの告発」（1981年）
  - 第442話「引金に指はかけない」（1981年）
  - 第454話「スコッチ、市民を撃つ」（1981年）
  - 第459話「サギ師入門」（1981年）
  - 第509話「列車の中の女」（1982年）
  - 第518話「忘れていたもの」（1982年）
  - 第531話「マグナム・44」（1982年）
  - 第537話「赤い憎悪」（1982年）
  - 第544話「屈辱」（1983年）
  - 第607話「狼を追え!」（1984年）
  - 第620話「素晴らしき人生」（1984年）
  - 第655話「左ききのラガー」（1985年）
  - 第673話「狼の挽歌」（1985年）
  - 第687話「男と女の関係」（1986年）
- 金曜劇場 / 前略おふくろ様 第2シリーズ 第11回（1976年） - バーの客
- 大都会シリーズ
  - 大都会 PARTII
    - 第23話「護送」（1977年）
    - 第42話「赤い命を奪還せよ」（1978年）

  - 大都会 PARTIII 第22話（1979年）
- 気まぐれ天使 第40話（1977年）
- 新五捕物帳
  - 第10話「闇をさく心の叫び」（1977年）
  - 第48話「七日目の自訴」（1978年） - 渡部左門
- 大追跡 第6話（1978年）
- 土曜グランド劇場
  - オレの愛妻物語 第8回（1978年） - 裁判所執行官
  - 事件記者チャボ! 第6話（1983年）
- 西遊記II 第14話（1980年）
- 木曜ゴールデンドラマ / 青年（1981年）
- 火曜サスペンス劇場
  - 張り子の虎（1983年）
  - 裁かれた絆（1985年）
  - 名無しの探偵 第3作「愛の復讐」（1987年）
  - 引き裂かれた夜（1988年）
  - 小京都ミステリー 第15作「大和路くみひも殺人事件」（1995年）
  - 弁護士・朝日岳之助 第7作「逆転証人」（1996年）
- 銭形平次 (風間杜夫) スペシャル（1987年）
- ジャングル 第16話（1987年）
- 電脳警察サイバーコップ 第7話（1988年）
- 花燃える日日 青春航路 炎の章（1989年）
- DRAMA-CAN!（1992年）
  - 悪女（わる） LEVEL5、7
  - ニュースなあいつ
- ドラマシティ'92 / 先生でいたい（1992年）
- 永遠の仔 第9話（2000年）
- 日本のシンドラー杉原千畝物語 六千人の命のビザ（2005年）

#### TBS
- 金曜ドラマ
  - 白い影 第12話（1973年）
  - あにき 第十二回（1977年） - 桐子の元亭主
- 真夜中のあいさつ（1974年）
- 命もいらず名もいらず 西郷隆盛伝 第一部・第二部（1976年） - 伊藤博文
- 岸辺のアルバム 第五回（1977年）
- 花王 愛の劇場
  - 岸壁の母（1977年） - 中学の先生
  - わが子よ（1981年）
- 七人の刑事 第3シーズン
  - 第1話「警視総監の財産」（1978年）
  - 第53話「チャンピオン殺人事件」（1979年）
- Gメン'75 第182話（1978年） - 捜査員
- 仮面ライダー (スカイライダー) 第47話（1980年） - 黒沼[4]
- 赤い魂 第23話（1980年）
- 天皇の料理番 第15話（1981年）
- 噂の刑事トミーとマツ
  - 第1シリーズ 第59話（1981年）
  - 第2シリーズ 第39話（1982年）
- ザ・サスペンス / 惨事 バスガイドの殺意（1982年）
- 高校聖夫婦 第18話（1983年）
- 昭和四十六年 大久保清の犯罪（1983年）
- さよならを教えて 第4話（1983年）
- 花の吉原 雪の旅（1984年）
- 不良少女とよばれて 第21話（1984年）
- 東芝日曜劇場
  - おんいのち（1985年）
  - なにさまっ! 第6、7話（1998年）
- 旦那さま大事（1986年）
- 親子ジグザグ 第1話（1987年） - 「おふくろ食堂」の客
- ドラマ23（1988年）
  - 妻
  - 愛と復讐の海 第7話
- 橋田壽賀子ドラマ おんなは一生懸命 第二十四話（1988年） - 弓田
- 忠臣蔵・いのちの刻（1988年）
- 兜町（1989年）
- 東京エレベーターガール（1992年）
- 眠れない夜をかぞえて 第5話（1992年）
- 真昼の月（1996年）
- ひとり暮らし Vol.1、Vol.8（1996年）
- 職員室 第2話（1997年）

#### フジテレビ
- 土曜劇場 / おでんお多福繁昌記（1972年）
- 江戸の旋風 第4シリーズ 第6話（1978年）
- 大空港 第70話（1980年）
- 大捜査線 第10話（1980年）
- ピーマン白書（1980年）
- 裸の大将放浪記 第4作「悪いことをすると虫になるので」（1981年）
- 暁に斬る! 第16話（1983年）
- 金曜女のドラマスペシャル
  - 完全犯罪の女（1986年）
  - 私の夫はルージュが似合う（1987年）
- 木曜ドラマストリート / 展望車殺人事件（1986年）
- ヤングシナリオ大賞スペシャル / パンダ、誘拐される（1987年）
- 少女コマンドーIZUMI 第14話（1988年） - 政府特別調査室調査官
- 男と女のミステリー（1988年）
  - 見知らぬ夫
  - マル秘を盗聴する女
- 花のあすか組! 第18話（1988年） - 中西
- じゃあまん探偵団 魔隣組 第47話（1988年）
- 妻たちの劇場 / 噺家カミサン繁盛記 第18回（1991年）
- 凪の光景（1992年）
- 水曜劇場 / TEAM 第4話（1999年）

#### テレビ朝日
- 特別機動捜査隊 第140話（1964年） - 田所
- テレビスター劇場 / 華麗なる一族（1974年）
- がんばれ!!ロボコン 第29話（1975年） - 川上の父
- ロボット110番 第5話（1977年）
- 戦後最大の誘拐 吉展ちゃん事件（1979年）
- 土曜ワイド劇場
  - 帝銀事件（1980年）
  - 三毛猫ホームズシリーズ 第2作「三毛猫ホームズの追跡 女性専科連続殺人の謎」（1980年）
  - 尼僧・ストリッパー連続殺人（1984年）
  - 東京原宿ハウスマヌカン連続殺人（1987年）
  - 知床旅情殺人事件（1990年） - ユミオカ
- 西部警察
  - 西部警察 (PART1) 第26話（1980年）
  - 西部警察 PART-II 第31話（1983年）
  - 西部警察 PART-III
    - 第4話「兄妹」（1983年）
    - 第5話「生命果つるとも」（1983年）
    - 第34話「燃える勇者たち」（1984年）
    - 第46話「さらば友よ」（1984年）
    - 第60話「跳べ! 探知犬リュウ」（1984年）
- 生徒諸君! 第9話（1980年）
- 走れ!熱血刑事 第9話（1981年）
- ザ・ハングマン
  - ザ・ハングマン 第19話（1981年）
  - ザ・ハングマンII 第16話（1982年）
- 特捜最前線
  - 第217話「深夜の密告ファクシミリ!」（1981年）
  - 第264話「白い手袋をした通り魔!」（1982年）
  - 第393話「オレンジ色の傘の女!」（1984年）
  - 第463話「大崎の女・凍死トリック、死を招く雨!」(1986年）
  - 第482話「連続爆破・共犯者は街に溢れる!」（1986年）
  - 第494話「二人の女・重複した殺意!」（1986年）
- 私鉄沿線97分署
  - 第31話「着任! パワフルコンビ!!」（1985年）
  - 第90話（最終回）「さらば! プレハブ刑事たち!!」（1986年）
- スーパー戦隊シリーズ
  - 超獣戦隊ライブマン 第12話（1988年） - 世界的数学者
  - 未来戦隊タイムレンジャー Case File 1（2000年） - 時間保護局幹部
- ゴリラ・警視庁捜査第8班 第4話（1989年）
- はぐれ刑事純情派
  - 第3シリーズ 第12話（1990年）
  - 第4シリーズ 第2話（1991年）
  - 第5シリーズ 第15話（1992年）
- 代表取締役刑事 第1話（1990年）
- さすらい刑事旅情編IV 第10話（1991年）
- メタルヒーローシリーズ
  - 特捜エクシードラフト 第3話（1992年） - 栗田健三
  - ブルースワット 第18話（1994年） - 警察署長
- 風の刑事・東京発! 第10話（1995年）
- はみだし刑事情熱系 PART1 第12話（1997年）
- 相棒
  - season1 第11話（2002年） - 警視総監
  - season5 元日スペシャル（第11話）（2007年） - 幹事長

#### 東京12チャンネル→テレビ東京
- 大江戸捜査網
  - 第3シリーズ
    - 第63話「必死の金庫破り!」（1974年）
    - 第231話「隠密変化! 謎の女」（1978年）
    - 第264話「高利貸し百一文の陰謀」（1978年）
    - 第304話「御前試合が暴く謎の金脈」（1979年）
    - 第425話「掟に泣く隠密同心」（1982年）
    - 第432話「幻の魔弓 激情に燃える女」（1982年）
    - 第474話「毒花一輪 獲物を狙う赤い唇」（1983年）
    - 第492話「夫婦崩壊! 妻が酒に溺れる時」（1983年）

  - 平成版 第1シリーズ 第7話（1990年）
  - 平成版 第2シリーズ 第9話（1991年）
- スパイダーマン 第26話（1978年）
- そば屋梅吉捕物帳 第23話「影の軍団夜を飛ぶ」（1980年）
- 新春ワイド時代劇 / 海にかける虹〜山本五十六と日本海軍（1983年）
- 時代劇スペシャル / 人形佐七捕物帳 佐七一番手柄（1990年）
- 徳川無頼帳 第12話（1992年）
- お助け同心が行く!（1993年）
  - 第1話「その処刑待った!」
  - 第10話「汚れた友情」

#### NHK BS-2
- 荒俣宏の風水で眠れない ドラマ 東京龍（トーキョードラゴン）（1998年）

#### NHK BS9
- トーキョードラゴン 東京龍・風水師黒田龍人が行く（1998年）

### 映画
- 血と海（1965年、日活） - 庄作
- その人は昔（1967年、東宝） - あいつ（青年社長）
- 南十字星（1982年、東宝） - 将校
- 妖精たちの25時間（1983年）
- 女猫（1983年、にっかつ）
- 双子座の女（1984年、にっかつ） - 大学教授
- 想い出のアン（1984年、共同映画） - 配属将校
- マルサの女2（1988年、東宝） - 地鎮祭の客
- ゴジラvsビオランテ（1989年、東宝） - 航空幕僚長（神田弘人航空幕僚長）
- 八つ墓村（1996年、東宝）
- 宣戦布告（2002年、東映）

### オリジナルビデオ
- 義母の誘惑 禁断の関係（2003年、レジェンド・ピクチャーズ）

### 吹き替え
- アウトロー（1976年、ワーナー・ブラザース）

### 舞台
- どん底
- フィラデルフィアへやって来た!（2005年、劇団東演） - S・B・オドンネル／ガーの父親